# Аппіан
Аппіа́н Александрійський (дав.-гр. Ἀππιανὸς Ἀλεξανδρεύς, Appianòs Alexandreús; лат. Appianus Alexandrinus; ?— 170-ті) — римський історик грецького походження. Автор «Римської історії». Народився у Александрії. Жив у Римі та Єгипті в добу імператорів Траяна, Адріана і Антоніна Пія. Спочатку Аппіан обіймав високу державну посаду в Єгипті, потім здобув римське громадянство і був зарахований в стан вершників. Згодом Аппіан став адвокатом у Римі.

## Праці
- Римська історія (Аппіан) (24 книги)

Праця Аппіана багата на фактичний матеріал. Важливе місце посідає частина, присвячена війнам Риму з Мітрідатом VI Евпатором. Аппіан докладно описав політику Мітрідата стосовно північно-причорноморських греків та скіфів і його смерть у Пантікапеї.